# Сталежи у Нишу у 19. веку
Сталежи у Нишу у време Турака служили су као нека врста демографске одредница Османлијске власти, да се користећи се оштрим критеријумима разврстава становништво Ниша тога времена на ове сталеже: чорбаџије, трговце, занатлије, измећаре и фукаре. Како је Турска власт слабила с краја 18. и спочетка 19. века у Србији, нарочито после Првог и Другог српског устанка, нагло је настао процеса раслојавања грађанског друштва у Нишу, и брзог социјално‐економског формирања и напредовања грађанског трговачко‐занатлијског сталежа који се стално богатио и стицао све већа права, што је са друге стране резултовала, и сасвим природно и доследно, и настанком других социјално осиромашених сталежа, на рубу егзистенције и са минимумом људских права, у духовном и другом развоју.

## Црквена лица
Црквена лица и црквени великодостојници високог реда, обично свештенство и монаси, који су чинили посебан сталеж, билу су посебна, малобројна група чији је превасходни задатак био молитва и верска обука обичног народа и свакодневне верске активности.
Дневне послове везане за становање, исхрану и друго обављало, у овом сталежу, обављало је обично свештенство нижег реда уз помоћ слугу из народа. Високо свештенство је имало много слуга и нису се бавили обичним свакодневним пословима, већ искључиво духовним животом.

## Чорбаџије
Чорбачије или богати људи коленовићи, домаћини, газда, биле су најмалобројнији сталеж у Нишу, али са највећим по влашћењима. По иметку спадале су у групу најбогатији људи свог времена. Претежно су били земљопоседници и трговци на велико. Они су, у ствари, били оџаковићи и коленовићи.
Нишке чорбаџије су се познавале и по облачењу; на глави су имале алев фес са кратком моравом кићанком. Зими су носили џубе до испод колена, постављено лисичјим крзном. Чакшире су им биле од тешке стамболске чохе, појас широк и мек. Антерија је била од затворено плаве чохе. На ногама су носили беле памучне чарапе и лаке кондуре од црне јареће коже. У рукама су држали ћилибарске бројанице, и стало их прстима преметали и тако се сами са собом забављали.
Становали су у центру Ниша око Саборне цркве, у кућама које су обично биле на спрат са великим двориштем пуним османлука, шимшира, воћа и цвећа. Куће је окруживала висока ограда тако да се са улице уопште није могла видети унутрашњост дворишта.
Живели су затвореним породичним животом, женили се унутар свог сталежа, па се може закључити да је то била потпуно затворена каста недоступна осталом становништву.
Занимљивост
Међу нишким чорбаџијама остаће највише запамћен до данашњих дана, извесни чорбаџије Хаџи Смиљан Јанковић, кога је Стеван Сремац овековечио у роману Зона Замфирова, након што је наводно пред смрт од Смиљана чуо догађај који је током 1870. и наредне године потресао његову породицу.

## Трговци
Трговци у оновременом Нишу, били су нешто бројнији од чорбаџијског сталежа. Међу њима је било и врло богатих људи који често по богатству нису изостајали иза њих.
Они су имали читаву своју улицу познату под именом „Трговчка улица” или касније Покривена чаршија, укојој су биле куће оних богатијих које по величини, удобности и намештају нису ништа изостајале иза чорбаџијских кућа. А располагали су и виноградима за своје потребе и уживање.
Овом сталежу су припадали су и преостали Цинцари са свим карактеристикама свога сталежа.
Трговци су имали своје трговачко удружење или еснаф, како се тада звало.

## Занатлије
Сталеж занатлија био је најбројнији, и као сталеж трговаца имао је своје удружење или еснаф − з’н’јетски еснаф. Еснафско удружење било је на високом ступњу и односило се врло строго према својим члановима. Од њих се безусловно тражило да у пословима чувају свој углед. Од заната треба поменути занате чије су израђевине некада много тражене као неопходне за живот а које не постоје више, као: кујунџијски, мутавџијски, мумџијски, лицидерски, пушкарски, казанџијски, кубеџијски, абаџијски и др.; од заната који су се и до данас одржали наводе се: бачварски, столарски, опанчарски, берберски, браварски, ћурчијски и др.
Поједине занатске радионице једног те истог заната биле су груписане по улицама, тако да је у Нишу постојао „кубеџијски сок’к’, „к’з’нџијски сок’к” (који и данс постоји, али као туристичка атракција), итд.
Куће занатлијских мајстора биле су нешто даље од центра Ниша, по разним капијама и махалама, као на пример на: „Стамбол капији”, „Жожиној капији”, „Лесковачкој капији”; у „Београд маали” и „Јагодин маали”; у „Чаиру и „Палилули”. Куће су им биле обично приземне, често врло простране удобне и лепе, са широким, високо ограђеним двориштима.

И занатлије су имале мање имање и виноград. Обрадиво земљиште обично је занатлија давано у наполицу, а виноград су радили чланови мајсторове породице са шегртима. 
Ради тога је свака кућа имала по једно „мугаре” којим су преношене мотике и јело за оне који су радили у винограду.
Шегрти и калфе

Занатлије, занатски мајстори, радили су своје занате уз припомоћ већег или мањег броја калфи и шегрта − „чирака”. Шегрти су, по правилу, становали, одевали се и хранили код својих мајстора, док су калфе биле боље плаћене од њих. Шегртовање је било врло тешко. Пре свега, то је био неплаћен посао скопчан са претераним радом. Они су били углавном покућари и дадиље у кући својих мајстора, изложени ћудима обесних мајсторица. 
Шегрт је добијао „ћутек” од свију. Шегртовање је трајало онолико дуго колико је то мајстор уговорио са шегртовим оцем, мајком или стараоцем приликом пријема. Тежак је био живот ових јадника. Услед рђавог, а неретко и бруталног поступка шегрти су добијали изглед прогоњене звери, а, одвојени од посла, често нису имали могућности да науче занат на који су ступили, или су остали недоучени.

## Измећари
Измећари (арх. Измећ’рл’к), као сталеж није имао никаквих права. Из њега су се регрутовали:
- измећари и измећарке (домаћа послуга),
- општински пандури,
- таљигаши,
- баштовани,
- најамни радници свих врста.

Живели су умалим кућама махом потлеушицама које су утонуле у земљу, са прозорима изнад саме земље, а уместо прозорских стакала, између рамова била је излепљена
хартија „пенџерлија”, која је једва пропуштала нешто дневне светлости. Подови у тим потлеушицама били су од набијене иловаче, а спавало се на асурама са нешто оскудних и бедних постељних ствари. Двориште њихових кућа било је мало, а ограда око њега искривљена и испроваљивана.

## Фукаре
Фукаре (турцизам којим је означаван — сиромах, бедник...) су се у Нишу налазиле на задњој лествицама тадашњег друштва, и нису се убрајали ни у какав сталеж. Фукару су углавном чинили Роми.
Фукаре су у Нишу биле груписане у три ромске махале и то:
- Прва — код „Арнаут пазара”. Фукаре из ове махале су били претежно свирачи.
- Друга — у „Чаиру”. Фукаре из ове махале су били претежно таљигаши и ковачи.
- Трећа — код „Кланице” (где се и до данас задржала највећа агломерација Рома у Нишу). Фукаре из ове махале су били претежно аргати (пољопривредни радници) у

баштама, којих је било у то доба много на периферији града, око обала Нишаве.

## Сталешке промене по ослобођењу од Турака
По ослобођењу Ниша од Турака 1878. године, мења се и сталешка структура становништва. Турци се исељавају из Ниша, а на њихове поседе, куповином, долазе
имућнији Срби − чорбаџије, који полако узимају трговину од Турака у своје руке.
Долази и до велики прилив становништва са села што по ослобођењу мења дотадашњу структуру, сељаци купују она ситна турска имања, турске куће и радње, и
тако се полако инфилтрирају у градско становништво, које поприма неке нове сталешке карактеристике.
Према статистичким подацима из пописа обављеног 1890, у Нишу је живело преко 2.000 становника рођених ван нишког краја, пореклом из других места Србије и преко 900 становника „странаца“ по рођењу, придошлих махом у околна нишка села. Међу овим имигрантима пописано је преко 1.700 жена, родом из других места у Србији, и 320 жена „странаца“, што говори да су миграциона кретања у породичним групама, утицала на сталешку трансформацију и увећање становништва у Нишу и његовој околини после ослобођења од Турака 1878. Међу српским досељеницима било је и придошлица досељених из; Турске (41), Црне Горе (20), Херцеговине (20), Старе Србије (16), Хрватске и Босне (10), Бугарске (6), Аустроугарске (24). Такође према пописима из ове године ван Ниша налазило се и 1.129 становника углавном у европским државама, што говори о изузетно развијеним економским и културним везама Ниша са другим деловима света.
Доласком слободе и живот у новој српској Кнежевини (увећаној новослобођеним крајевима и у новом времену), пред очима Нишлија почео је да се „урушава” сталешки поредак који им је од предака био дат. А тај њима познат патријархални, оријентални, спокојни облик живота у којем је одрастало много генерација, сада је устукнуо под налетом новог, модерног.